# フェラン・オリベジャ
フェラン・オリベジャ・ポンス（Ferran Olivella Pons、1936年6月22日 - 2023年5月14日）は、スペイン・カタルーニャ州バルセロナ出身の元同国代表サッカー選手。ポジションはDF。

## クラブ経歴
カタルーニャ州のバルセロナに生まれ、17歳でFCバルセロナのカンテラに入団した。Bチームにあたるエスパーニャ・インドゥストリアルで選手キャリアをスタートさせると、1956年にFCバルセロナへと復帰した。
バルセロナでは、在籍12シーズンで公式戦509試合に出場し、キャリア唯一となるゴールを1960年2月14日のUDラス・パルマス戦で記録した。

## 代表経歴
1957年3月31日、ベルギー代表との親善試合でスペイン代表デビューを果たした。1964年には1964 欧州ネイションズカップを戦うスペイン代表に招集され、キャプテンとしてチームを大会初優勝へと導いた。1966 FIFAワールドカップにも参加したが、オリベジャの出番はなかった。

## タイトル

### クラブ
FCバルセロナ
- ラ・リーガ：2回 (1958-59, 1959-60)
- コパ・デル・ヘネラリッシモ：4回 (1957, 1958-59, 1962-63, 1967-68)
- インターシティーズ・フェアーズカップ：3回 (1955-58, 1958-60, 1965-66)
- ラ・ペケーニャ・コパ・デル・ムンド：1回 (1957)

### 代表
U-18スペイン代表
- UEFA U-18欧州選手権：1回 (1954)

スペイン代表
- UEFA欧州選手権：1回 (1964)